# Полома (Ветлужский район)
 Полома — деревня в Ветлужском районе Нижегородской области. Входит в состав сельского поселения Мошкинский сельсовет.

## География
Деревня находится в северо-восточной части Нижегородской области на расстоянии приблизительно 31 км по прямой на запад-юго-запад от районного центра города Ветлуга.

## История
Основана в начале XVII века переселенцами из псковского села Иванцево.

## Население
Постоянное население составляло 18 человек (русские 100 %) в 2002 году, 6 в 2010.